# 锡金悬钩子
锡金悬钩子（学名：Rubus sikkimensis）为蔷薇科悬钩子属的植物。分布于锡金以及中国大陆的西藏等地，生长于海拔3,800米的地区，一般生长在山地，目前尚未由人工引种栽培。